# Филира
Филира (грч. φιλύρα) је у грчкој митологији била нимфа.

## Митологија
Сматрана је божанством парфема, писања, лечења, лепоте и папира. Наиме, она је научила људски род како се прави папир. Филиру је угледао Хрон, када је по свету тражио тек рођеног Зевса, те је оплодио у виду коња. Можда је и узео лик пастува, јер се Филира, бежећи од његове насртљивости, преобразила у кобилу. Након неког времена, родила је Хирона у Тесалији, односно Пелиону, одакле је и потицала. Пошто је Хирон био кентаур, његов изглед је разочарао његову мајку и она је затражила од Зевса да и њој измени лик и он ју је претворио у липу. Према другом предању, Филира је живела са својим сином на Пелиону. Према неким изворима, Хрон ју је претворио у липу како би сакрио сопствену срамоту. Такође, као њени синови се наводе и Долоп и Афрос, такође кентаури (односно ихтиокентаури).

## Друге личности
Према Аполодору, Филира је била једна од могућих Науплијевих супруга и мајка Паламеда, Еака, Наусимедонта и Прета.